# Envolver
"Envolver" é uma canção gravada pela artista musical brasileira Anitta. A faixa foi lançada como o quarto single do seu álbum de estúdio Versions of Me em 11 de novembro de 2021 pela Warner Records. Um remix com o cantor norte-americano Justin Quiles foi lançado em 17 de fevereiro de 2022.
A música e seu vídeo musical, ambos dirigidos por Anitta, viralizaram em março de 2022, depois que ganhou popularidade no aplicativo TikTok, onde sua dança intitulada "El Paso de Anitta", tornou-se uma das mais replicadas. "Envolver" quebrou diversos recordes, incluindo o recorde do serviço de streaming Spotify de música mais transmitida em um único dia em 2022 (7.278 milhões) na sua época. Além disso, foi o melhor dia de streaming para uma música latina de uma artista feminina e a primeira música solo de uma artista brasileira e latina-americana a chegar ao topo da parada Global do Spotify, o que rendeu a Anitta uma entrada no Livro Guinness dos Recordes.
A canção entrou no top 50 de todos os países latinos no Spotify. Comercialmente, alcançou sucesso internacional notável, alcançando o número 70 na Billboard Hot 100, com data de 16 de abril de 2022, tornando-se o maior pico da carreira da cantora. Ela também teve suas entradas nas paradas Billboard Global 200 e Billboard Global Excl. US, na segunda e primeira posição, respectivamente. Com "Envolver", Anitta atingiu o pico mais alto para uma solista latina e foi a primeira vez que uma artista feminina latina com uma música solo chegou ao topo.
Em agosto de 2022, a Rolling Stones nomeou o single como a 81.ª melhor canção de reggaeton de todos os tempos. No mesmo mês, a canção ganhou o prêmio de Melhor Vídeo Latino no MTV Video Music Awards, tornando-se Anitta a primeira artista brasileira a ganhar a categoria, e foi indicada ao Grammy Latino de 2022 nas categorias Gravação do Ano e Melhor Interpretação de Reggaeton. 

## Antecedentes e vídeo musical
A faixa foi anunciada em 8 de novembro de 2021, com um teaser publicado nas redes sociais da cantora com um trecho da canção. No dia 9, ela liberou a capa do single, e no dia 10, um pequeno trecho do vídeo. O vídeo de "Envolver" foi lançado junto com a canção e dirigido pela cantora, onde apresenta a mesma dançando sensualmente com o dançarino e modelo marroquino Ayoub.

## Apresentações ao vivo
Anitta apresentou "Envolver" pela primeira vez em 1 de janeiro de 2022 no Miley's New Year's Eve Party. Em 24 de fevereiro, Anitta performou a canção no Premio Lo Nuestro 2022. Em 24 de junho, Anitta performou a canção no Quotidien. Anitta performou a canção no MTV Video Music Awards de 2022 em 28 de agosto junto com um medley das canções "Movimento da Sanfoninha", "Vai Malandra", "Bola Rebola" e "Lobby". Em 17 de setembro, Anitta performou a canção no Caldeirão com Mion. No dia 20 de novembro, a cantora performou a música no American Music Awards 2022, além de performar Lobby junto de Missy Elliott.

## Recepção

### Crítica profissional
A canção foi bem recebida pela imprensa brasileira e internacional. Em uma publicação, o Los Angeles Times escreveu: "A estrela brasileira do funk-pop Anitta escalou seu caminho para o pico da parada Billboard Global 200 com este elegante conjunto de reggaeton sobre um caso estritamente casual. Embora a música possa não ser segura para o trabalho, provou ser ideal para clubes, despedidas de solteira e outros locais onde o abandono imprudente é encorajado" e elegeu a canção como um dos melhores trabalhos do ano, na 14.ª posição. A revista Billboard publicou: "'Envolver’ é o inegável sucesso mundial, que a superestrela brasileira vinha construindo, graças às suas letras atrevidas e batida hipnótica. A brincadeira de reggaeton sem compromisso consolidou um perfil tão pop para Anitta, de fato" e também a nomeou uma das melhores canções do ano. A Rolling Stones nomeou-a a 81.ª melhor canção de reggaeton de todos os tempos.

### Prêmios e indicações
| Ano  | Premiação                             | Categoria                                   | Resultado | Ref.          |
| ---- | ------------------------------------- | ------------------------------------------- | --------- | ------------- |
| 2022 | Área VIP Award                        | Hit do Ano                                  | Indicado  | [ 21 ]        |
| 2022 | Capricho Awards                       | Hit do Ano                                  | Venceu    | [ 22 ]        |
| 2022 | CONTIGO! Online Award                 | Canção do Ano                               | Indicado  | [ 23 ]        |
| 2022 | Grammy Latino                         | Gravação do Ano                             | Indicado  | [ 24 ]        |
| 2022 | Grammy Latino                         | Melhor Interpretação Reggaeton              | Indicado  | [ 24 ]        |
| 2022 | Latino Show Music Awards              | Canção do Ano                               | Indicado  | [ 25 ]        |
| 2022 | Latino Show Music Awards              | TikTok Viral Song                           | Indicado  | [ 25 ]        |
| 2022 | Latino Show Music Awards              | Videoclipe do Ano                           | Venceu    | [ 25 ]        |
| 2022 | Los 40 Music Awards                   | Melhor Colaboração Latina                   | Indicado  | [ 26 ]        |
| 2022 | MTV Millennial Awards                 | Hino Viral                                  | Indicado  | [ 27 ]        |
| 2022 | MTV Millennial Awards                 | Explosão Viral                              | Venceu    | [ 27 ]        |
| 2022 | MTV Video Music Awards                | Melhor Vídeo Latino                         | Venceu    | [ 28 ]        |
| 2022 | NRJ Music Awards                      | Canção Internacional do Ano                 | Indicado  | [ 29 ]        |
| 2022 | Premios Juventud                      | La Más Pegajosa                             | Indicado  | [ 30 ]        |
| 2022 | Premios Juventud                      | La Coreo Más Hot                            | Venceu    | [ 30 ]        |
| 2022 | Premios Juventud                      | Social Dance Challenge                      | Indicado  | [ 30 ]        |
| 2022 | Premios Juventud                      | Track Viral Del Año                         | Indicado  | [ 30 ]        |
| 2022 | Prêmios MTV MIAW (Brasil)             | Hit Global                                  | Indicado  | [ 31 ]        |
| 2022 | Prêmios MTV MIAW (Brasil)             | Coreô Envolvente                            | Indicado  | [ 31 ]        |
| 2022 | Prêmios Likes Brasil                  | Taca Streaming na Lenda                     | Venceu    |               |
| 2022 | Premios Musa                          | Canção Latina Internacional do Ano          | Indicado  | [ 32 ]        |
| 2022 | Prêmio Multishow de Música Brasileira | Música do Ano                               | Venceu    | [ 33 ] [ 34 ] |
| 2022 | Prêmio Multishow de Música Brasileira | Hit do Ano                                  | Indicado  | [ 33 ] [ 34 ] |
| 2022 | Prêmio Multishow de Música Brasileira | Clipe TVZ do Ano                            | Indicado  | [ 33 ] [ 34 ] |
| 2022 | Prêmios Tu Música Urbana              | Canção do Ano                               | Indicado  | [ 35 ]        |
| 2022 | SEC Awards                            | Canção do Ano                               | Indicado  | [ 36 ]        |
| 2022 | Splash Awards                         | Hit do Ano                                  | Venceu    | [ 37 ]        |
| 2022 | The Pop Hub Awards                    | Najlepsza Choreografia (Melhor Coreografia) | Indicado  |               |
| 2022 | TikTok Awards                         | Um Hit é um Hit                             | Indicado  | [ 38 ]        |
| 2022 | Viva Latino - Spotify                 | Canção Favorita de 2022                     | Venceu    |               |
| 2022 | Women's Music Event Awards            | Melhor CançãoLatina                         | Venceu    | [ 39 ]        |
| 2023 | iHeartRadio Music Awards              | Melhor Videoclipe                           | Indicado  | [ 40 ]        |
| 2023 | iHeartRadio Music Awards              | TikTok Bop do Ano                           | Indicado  | [ 40 ]        |
| 2023 | Latin American Music Awards           | Melhor Canção Urbana                        | Indicado  | [ 41 ]        |
| 2023 | Premios Lo Nuestro                    | Canção do Ano                               | Indicado  | [ 42 ]        |
| 2023 | Premios Lo Nuestro                    | Canção Pop-Urbana do Ano                    | Indicado  | [ 42 ]        |
| 2023 | Premios Lo Nuestro                    | Canção Urbana do Ano                        | Indicado  | [ 42 ]        |
| 2023 | Premios Lo Nuestro                    | Remix do Ano                                | Indicado  | [ 42 ]        |
| 2023 | SESAC Latina Music Awards             | Canção do Ano - Ritmo Pop/Latino            | Venceu    | [ 43 ]        |
| 2023 | Top 50 Music Awards                   | Melhor Canção                               | Indicado  | [ 44 ]        |

### Recordes mundiais
| Publicação             | Ano  | Recorde                                                                                           | Recordista | Ref.   |
| ---------------------- | ---- | ------------------------------------------------------------------------------------------------- | ---------- | ------ |
| Guinness World Records | 2022 | Primeiro artista solo latino-americano a alcançar o primeiro lugar no Spotify                     | Anitta     | [ 45 ] |
| Guinness World Records | 2022 | Primeira artista solo feminina a ganhar o prêmio de Melhor Vídeo Latino no MTV Video Music Awards | Anitta     | [ 46 ] |

## Desempenho comercial
Após seu lançamento a canção figurou nos charts apenas no Brasil, 4 meses depois um vídeo da cantora viralizou no aplicativo TikTok, intitulado de "El Paso de Anitta", tornando-se um viral na plataforma com os jovens repetindo o rebolado, após isso, entrou nas paradas do Spotify de alguns países e gradativamente foi subindo enquanto sua gravadora colocava a música nas maiores playlists ao redor do mundo, chegando a ser capa da "Mansion Reggaeton", "Viva Latino" e "Today Top Hits", fazendo com que a música atingisse as 100 primeiras posições nas paradas musicais do Spotify de vários países, incluindo México, Bolívia, Nicarágua, Brasil, Peru, Equador, Espanha, Argentina, El Salvador, Colômbia, Uruguai, Chile, Costa Rica, Guatemala, República Dominicana, Honduras, Panamá e Portugal.
A música se tornou a primeira canção solo por um artista latino-americano a alcançar a primeira posição do Spotify Global. Com isso, Anitta também se tornou a artista brasileira com maior posição na tabela da plataforma de streaming.

### Tabelas semanais
| País – Tabela musical (2021–2022)                   | Melhor posição |
| --------------------------------------------------- | -------------- |
| Argentina (Argentina Hot 100)                       | 13             |
| Bolívia (Billboard Bolivia Songs)                   | 2              |
| Brasil (Billboard Brazil Songs)                     | 1              |
| Brasil (UBC Streaming Chart)                        | 1              |
| Brasil (Top 100 Brasil)                             | 40             |
| Canadá (Canadian Hot 100)                           | 100            |
| Chile (Billboard Chile Songs)                       | 11             |
| Colômbia (Billboard Colombia Songs)                 | 9              |
| Costa Rica (FONOTICA)                               | 15             |
| Equador (Billboard Ecuador Songs)                   | 3              |
| Espanha (PROMUSICAE)                                | 13             |
| Espanha (Billboard Spain Songs)                     | 15             |
| Estados Unidos (Billboard Hot 100)                  | 70             |
| Estados Unidos (Billboard Hot Latin Songs)          | 4              |
| Estados Unidos (Billboard Latin Digital Song Sales) | 4              |
| Estados Unidos (Billboard Latin Pop Airplay)        | 5              |
| Estados Unidos (Billboard Latin Streaming Songs)    | 5              |
| Mundo (Billboard Global 200)                        | 2              |
| Global (Billboard Global Excl. US)                  | 1              |
| Grécia (IFPI)                                       | 55             |
| Irlanda (IRMA)                                      | 22             |
| Itália (FIMI)                                       | 86             |
| Luxemburgo (Billboard Luxembourg Songs)             | 12             |
| México (Billboard Mexico Espanol Airplay)           | 2              |
| México (Billboard)                                  | 3              |
| Países Baixos (Single Tip)                          | 21             |
| Paraguai (SGP)                                      | 71             |
| Peru (Billboard)                                    | 2              |
| Portugal (AFP)                                      | 2              |
| Portugal (Billboard Portugal Songs)                 | 2              |
| República Dominicana (SODINPRO)                     | 22             |
| Suíça (Schweizer Hitparade)                         | 21             |

### Remix com Justin Quiles
| País – Tabela musical (2022)        | Melhor posição |
| ----------------------------------- | -------------- |
| Chile Pop (Monitor Latino)          | 10             |
| Costa Rica (Monitor Latino)         | 12             |
| Dominican Republic (Monitor Latino) | 9              |
| Ecuador (Monitor Latino)            | 2              |
| El Salvador (Monitor Latino)        | 18             |
| Guatemala (Monitor Latino)          | 13             |
| Honduras (Monitor Latino)           | 1              |
| Nicaragua (Monitor Latino)          | 12             |
| Panama (Monitor Latino)             | 6              |
| Paraguay Pop (Monitor Latino)       | 11             |
| Peru (Monitor Latino)               | 2              |
| Puerto Rico Pop (Monitor Latino)    | 7              |
| Venezuela Pop (Monitor Latino)      | 13             |